# Christophe Mendy
Pour les articles homonymes, voir Mendy.
Christophe Mendy est un boxeur français né le 4 août 1971 à Rouen.

## Carrière
Christophe Mendy est médaillé d'or aux jeux méditerranéens de Narbonne en 1993 dans la catégorie des poids super-lourds puis médaillé de bronze aux championnats du monde de Berlin en 1995 dans la catégorie des poids lourds. Il est aussi médaillé d'argent aux championnats d'Europe de Vejle en 1996 dans la catégorie des poids lourds ; la même année, il est éliminé en quarts de finale des jeux olympiques d'été de 1996.
Au niveau national, il est champion de France de boxe amateur dans la catégorie des poids lourds en 1990, 1991 et 1992 et dans la catégorie des poids super-lourds en 1994 et 1995.